# Alberto Curtolo
Alberto Curtolo (Treviso, 14 augustus 1984) is een Italiaans voormalig professioneel wielrenner die in het verleden twee seizoenen uitkwam voor Liquigas.

## Erelijst
2005
- 9e etappe Volta de Ciclismo Internacional do Estado de São Paulo
- 1e etappe Ronde van Berlijn (U23)

2007
- 2e etappe, deel A Giro della Regione Friuli Venezia Giulia

2008
- 1e etappe Tour Méditerranéen